# Dominic West
Pour les articles homonymes, voir West.
 (novembre 2022).
Si vous disposez d'ouvrages ou d'articles de référence ou si vous connaissez des sites web de qualité traitant du thème abordé ici, merci de compléter l'article en donnant les références utiles à sa vérifiabilité et en les liant à la section « Notes et références ».
Dominic West, né le 15 octobre 1969 à Sheffield (Royaume-Uni), est un acteur britannique.
Après avoir obtenu plusieurs seconds rôles au cinéma, il se fait connaître auprès du grand public avec le rôle de Jimmy McNulty dans la série policière Sur écoute diffusée entre 2002 et 2008. En 2005, il est pressenti pour succéder à Pierce Brosnan dans le rôle de James Bond, qui est finalement attribué à Daniel Craig.
Il enchaine à partir de ce moment les tournages apparaissant ainsi dans la comédie-musicale Chicago de Rob Marshall, le film fantastique Le Secret de Green Knowe de Julian Fellowes ou encore le drame The Square du réalisateur danois Ruben Östlund.
Entre 2014 et 2019 : sa carrière prend un nouveau souffle avec son rôle dans la série dramatique The Affair dans lequel il interprète un mari infidèle, aux côtés de Ruth Wilson. La série télévisée rencontre un très grand succès critique et commercial. En 2022 : il incarne au cinéma le personnage de Guy Dexter dans le film historique Downton Abbey 2 : Une nouvelle ère avant de prêter ses traits au roi Charles III dans la série biographique The Crown pour les saisons 5 et 6, succédant ainsi aux acteurs Billy Jenkins et Josh O'Connor qui ont tenu le rôle dans les précédentes saisons.

## Biographie
Dominic Gerard Francis Eagleton West est né dans une famille catholique irlandaise à Sheffield, dans le Yorkshire. Il est le fils de George West, qui possédait une usine de plastique, et de Moya, une femme au foyer.
De sa relation avec Polly Astor, fille de Michael Astor, Dominic West a une fille, Martha, qui a également commencé une carrière d'actrice.
En 2010, Dominic West a épousé Catherine FitzGerald à Glin, comté de Limerick, en Irlande. Ils ont eu quatre enfants ensemble : Dora, Senan, Francis et Christabel.
Au cours de l'année 2020, marié, il connaît une brève liaison avec la comédienne Lily James, rencontrée lors du tournage de la mini-série The Pursuit of Love (en).

## Carrière
Il accède à une reconnaissance critique mondiale pour son rôle du flic Jimmy McNulty dans la série policière The Wire, diffusée entre 2002 et 2008 par la chaîne câblée HBO. Cette visibilité lui permet d'enchaîner les seconds rôles dans de grosses productions cinématographiques hollywoodiennes, mais c'est en tête d'affiche de séries télévisées qu'il confirme : d'abord entre 2011 et 2012, avec le thriller historique britannique The Hour, puis, depuis 2014, avec le thriller psychologique américain The Affair, pour lequel il a pour partenaire sa compatriote Ruth Wilson.
En 2024, il incarne le rôle de Jean Valjean dans la série Les Misérables, diffusée sur Arte.

## Filmographie

### Cinéma

#### Années 1990
- 1991 : 3 Joes (court-métrage) de Lenny Abrahamson
- 1995 : Richard III de Richard Loncraine : Henri, comte de Richmond
- 1996 : E=mc2 de Benjamin Fry : Spike
- 1996 : Surviving Picasso de James Ivory : Paulo Picasso
- 1996 : True Blue de Ferdinand Fairfax : Donald MacDonald
- 1997 : Le Joueur (The Gambler) de Károly Makk : Alexei
- 1997 : Diana and Me de David Parker : Rob Naylor
- 1997 : Spice World, le film (Spice World) de Bob Spiers : Photographe
- 1999 : Le Songe d'une nuit d'été (A Midsummer Night's Dream) de Michael Hoffman : Lysander
- 1999 : Star Wars, épisode I : La Menace fantôme (Star Wars: Episode I - The Phantom Menace) de George Lucas : garde du palais

#### Années 2000
- 2000 : 28 Jours en sursis (28 Days) de Betty Thomas : Jasper
- 2001 : Rock Star de Stephen Herek : Kirk Cuddy, guitariste, Steel Dragon
- 2002 : Ten Minutes Older, segment About Time 2 de Mike Figgis : jeune homme
- 2002 : Chicago de Rob Marshall : Fred Casely
- 2003 : Le Sourire de Mona Lisa (Mona Lisa Smile) de Neil Jordan : Bill Dunbar
- 2004 : Mémoire effacée (The Forgotten) de Joseph Ruben : Ash Correll
- 2006 : Stingray (court-métrage) : Luther
- 2007 : Hannibal Lecter : Les Origines du mal de Peter Webber : Inspecteur Pascal Popil
- 2007 : 300 de Zack Snyder : Théron
- 2008 : Punisher : Zone de guerre  de Lexi Alexander : Billy Russoti/Jigsaw
- 2009 : Le Secret de Green Knowe (From Time to Time) de Julian Fellowes : Caxton

#### Années 2010
- 2010 : Centurion de Neil Marshall : Titus Flavius Virilus
- 2011 : Johnny English, le retour (Johnny English Reborn) d'Oliver Parker : Simon Ambrose
- 2011 : La Maison des ombres (The Awakening) de Nick Murphy : Robert Malory
- 2012 : John Carter d'Andrew Stanton : Sab Than
- 2014 : Pride de Matthew Warchus : Jonathan Blake
- 2014 : Mémoires de jeunesse (Testament of Youth) de James Kent : M. Brittain
- 2016 : Genius de Michael Grandage : Ernest Hemingway
- 2016 : Money Monster de Jodie Foster : Walt Camby
- 2017 : The Square de Ruben Östlund : Julian
- 2018 : Tomb Raider de Roar Uthaug : Lord Richard Croft
- 2018 : Colette de Wash Westmoreland : Willy

#### Années 2020
- 2022 : Downton Abbey 2 : Une nouvelle ère de Simon Curtis : Guy Dexter
- 2025 : Downton Abbey 3 de Simon Curtis : Guy Dexter

### Télévision
- 1998 : Out of Hours (série) : Dr Paul Featherstone
- 1999 : La Nuit des fantômes (téléfilm) : Fred (le neveu de Scrooge)
- 2001 : The Life and Adventures of Nicholas Nickleby (téléfilm) : Sir Mulberry Hawk
- 2002-2008 : Sur écoute (The Wire) (série) : Jimmy McNulty
- 2008 : The Devil's Whore (mini-série) : Oliver Cromwell
- 2011-2012 : The Hour (série) : Hector Madden
- 2011 : Une femme de confiance (Appropriate Adult, téléfilm en deux parties) : Fred West
- 2013 : Liz Taylor et Richard Burton : Les Amants terribles (téléfilm) : Richard Burton
- 2014-2019 : The Affair (série) : Noah Solloway
- 2018 : Les Misérables (en) (mini-série) : Jean Valjean
- 2019 : Brassic (mini-série) : Docteur Chris Cox
- 2020 : Stateless (mini-série) : Gordon
- 2022 : SAS Rogue Heroes (série) : Lieutenant-Colonel Dudley Clarke
- 2022-2023 : The Crown (série) : le prince Charles de Galles
- 2024-2025 : Les Misérables (série) : Jean Valjean

## Distinctions

### Récompense
- Satellite Awards 2017 : Meilleur acteur dans une série télévisée dramatique pour The Affair

### Nominations
- British Academy Television Awards 2014 : meilleur acteur pour Burton & Taylor
- Golden Globes 2024 : Meilleur acteur dans une série télévisée dramatique pour The Crown

## Voix francophones
En version française, Dominic West est dans un premier temps doublé par  Bernard Gabay dans Le Songe d'une nuit d'été, Guillaume Lebon dans La Nuit des fantômes, Philippe Vincent dans 28 jours en sursis et Emmanuel Gradi dans Chicago. À partir de 2002 et la série Sur écoute, Bruno Dubernat, décédé en 2022, devient la voix la plus régulière de l'acteur, le doublant de manière sporadique dans Punisher : Zone de guerre, La Maison des ombres, The Hour, The Affair et Les Misérables.
En parallèle, il est notamment doublé entre 2004 et 2016 par Eric Herson-Macarel dans Mémoire effacée, Hannibal Lecter : Les Origines du mal et Money Monster ou encore par Arnaud Arbessier en 2003 dans Le Sourire de Mona Lisa puis en 2013 dans Liz Taylor et Richard Burton : Les Amants terribles. Entre 2006 et 2016, il est également doublé à titre exceptionnel par Jean-Pol Brissart dans 300, Erwin Grünspan  dans Centurion, Raphaël Anciaux dans Pride, Jean-Alain Velardo dans Johnny English, le retour, Joël Zaffarano dans John Carter et Loïc Houdré dans Genius.
À partir de 2018, il est doublé à deux reprises par Philippe Résimont (Brassic et Stateless) et Laurent Maurel (Downton Abbey 2 et The Agency), et à titre exceptionnel par Éric Peter dans Tomb Raider, Bernard Lanneau dans Colette et Christian Gonon dans The Crown.